# Maccaffertium lenati
Maccaffertium lenati är en dagsländeart som först beskrevs av Mccafferty 1990.  Maccaffertium lenati ingår i släktet Maccaffertium och familjen forsdagsländor. Inga underarter finns listade i Catalogue of Life.

## Bildgalleri

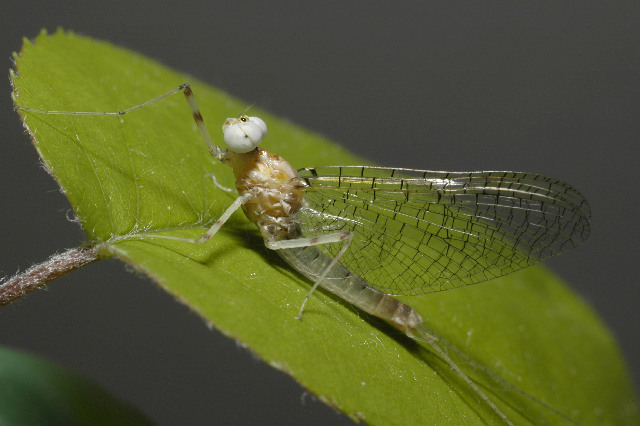